# PUNK＆BABYs
PUNK＆BABYs è il dodicesimo singolo della cantautrice giapponese Nana Kitade, pubblicato il 23 luglio 2008.

## Tracce
1. PUNK＆BABYs
2. Lamia
3. 消せない罪・PUNK&BABYs-AIR GUITAR MIX-
4. PUNK&BABYs-Instrumental-